# 홀리 가그니어
홀리 가녜이(Holly Gagnier, 1958년 12월 12일 ~ )는 미국의 배우이다.
벤투라에서 태어났다.

## 출연 작품
- 에이월 (2011년) - 소피아 역
- 브레이크아웃 (1998, Breakout)
- 언더테이커스 웨딩 (1997년)
- 흑백 전사 (1991년)
- 엘리게이터 2 (1991년)
- 청춘 댄스 파트너 (1985년)
- 럭키 댄싱 2 (1984, Gimme an 'F') - 디먼스 댄스 스쿼드 멤버 역

### 텔레비전
- 우리 생애 나날들 (1985-87)
- 원 라이프 투 리브 (1986-88)
- SOS 해상 구조대 (1989-90)
- 해저 군단 (1995)
- 레니게이드 (1996)
- 프렌즈 (1997)
- 퍼시픽 블루 (1998-2000)
- 하우스 (2009)
- RINGER (2012)
- 프라이빗 프랙티스 (2012)
- 퍼셉션 (2013)